# Thiego
William Thiego de Jesus, más conocido como Thiego (Aracaju, Sergipe, 22 de julio de 1986-La Unión, Antioquia, 28 de noviembre de 2016), fue un futbolista brasileño que jugaba como defensor. Su último club fue Chapecoense de la Serie A de Brasil.

## Fallecimiento
Thiego falleció junto con 19 jugadores, más cuerpo técnico, dirigentes del club, periodistas y 9 tripulantes, en un accidente aéreo del vuelo que trasladaba al equipo desde Santa Cruz de la Sierra (Bolivia) a Medellín (Colombia). El equipo iba a disputar la final de la Copa Sudamericana 2016 frente al club colombiano Atlético Nacional. Fallecieron un total de 71 personas y 6 resultaron heridas. La distancia entre los aeropuertos es de 2972 km, lo que excedía el alcance del Avro RJ85 que operaba el vuelo, de 2962 km.

## Palmarés

### Títulos internacionales
| Título            | Equipo      | País   | Año  |
| ----------------- | ----------- | ------ | ---- |
| Copa Sudamericana | Chapecoense | Brasil | 2016 |